# Guarromán
Guarromán – gmina w Hiszpanii, w prowincji Jaén, w Andaluzji, o powierzchni 96,21 km². W 2011 roku gmina liczyła 2936 mieszkańców.